# Аль-Хади Шараф ад-Дин
Аль-Хади Шараф ад-Дин (англ. Al-Hadi Sharaf ad-Din) (1820 - 8 июня 1890 года) был претендентом на Зейдитский имамат Йемена в 1878-1890 годах, действуя в оппозиции к Османских оккупантам в Йемене. В его период начинался племенной зародыш государства, который формировался в высокогорье Йемена и укреплялся в дальнейшем его преемниками в сане имамов, что в конце концов привело к изгнанию из Йемена турок-османов в начале XX века.

## Вступление в правление как лидера сопротивления
Шараф ад-Дин бен Мухаммед бен Абд ар-Рахман (араб. شرف الدين محمد‎; англ. Sharaf ad-Din bin Muhammad bin Abd ar-Rahman) был потомком в 14-м колене средневекового имама аль-Муайяд Яхья (умер в 1346 году). Он родился в Джидде в то время, когда его йеменского происхождения родители совершали хадж, и получил основательное образование в области исламских наук. Турки-османы оккупировали Санаа в 1872 году и положили конец старому государству Зейдитов, которое существовало с 1597 года. Имам аль-Мутаваккиль аль-Мухсин отказался подчиниться. Он попытался оказать сопротивление турецких войскам, что делал с ограниченным успехом до самой своей смерти в 1878 году. После него Шараф ад-Дин совершил дават (вызвался, предложил своё правление) в регионе Джебель Ахнун (англ. Jabal Ahnun), который был известен как оплот для сеидов и религиоведов. Он был возведен в имамат с именем Аль-Хади Шараф ад-Дин. Он поклялся продолжить борьбу и переехал в город Саада, находящийся севернее Санаа. В Саада он усилил религиозные законы и призвал кади, чтобы выступать в качестве судей и правителей в близлежащим племенных районах. Крепость была построена недалеко от города, который стал правительственной резиденцией имама.
В историографии Зедитов его имя иногда игнорируют, поскольку он не принадлежал к семье Касимидов (англ. Qasimid), которая обычно предоставляла имамов. Поэтому имама аль-Хади Шараф ад-Дин называют имамом-самозванцем. У него быть, как минимум, один конкурент на имамат, - Аль-Мансур Мухаммед (1853-1890). Однако, конкуренция между соперниками ограничивалась лишь словесными аргументами

## Восстание 1884 года.
Турецкое законодательство к тому времени было под влиянием европейских шаблонов. Эти, так называемые реформы Танзимата, были признаны еретическими жителями Зейдитской ветви Шиитского Ислама. Поэтому имам-самозванец аль-Хади Шараф ад-Дин был в состоянии продолжать борьбу несмотря на то, что Йемен был ещё разделён по племенному и религиозному признакам, что также мешало начать единое сопротивление. Совместные атаки против турецких позиций был начат летом 1884 года, когда аль-Хади Шараф ад-Дин стремился подчинить себе хорошо обеспеченный водными ресурсами регионы к северо-западу от Санаа. Он распространил свой контроль на территории вокруг Хадджа и Зафир в высокогорье. Турецкие войска осаждали Зафир в течение семи месяцев, прежде чем последователи имама отступили.

## Неудачи и дальнейшая борьба
Какое-то время, правитель Османской империи Иззет-Паша (1882—1884) был в состоянии оказать сильное давление на имама. Иззет взял под свой контроль ас-Судах (англ. as-Sudah) и прогнал имама из сильной крепости Шехара, которая была ключом к городу Саада на севере. Немецкий путешественник Эдуард Глазер (англ. Eduard Glaser), который посетил Йемен в 1884 году, обобщил ситуацию на то время и описал Аль-Хади Шараф ад-Дин как лидера фанатиков. Во время визита Глазера контролируемый турками регион был ограничен линия между Люхайях (англ. Luhayyah) и Хадджа, вместе с Амраном, Санаа, Дамар, Рада, Катабан и землями между Таизом и Моха. Высокогорные племена Хашидов (англ. Hashid) и Бакиль (англ. Bakil) были враждебно настроены против османского владычества, так как их земли находились к востоку и северу от Санаа. Аль-Хади Шараф ад-Дин умер в Саада в 1890 году и был похоронен в Джебель Ахнун. В июле 1890 года улем назначил своего сводного брата Мухаммеда ад-Дина в качестве нового имама, продолжая борьбу против турок.